# Omphale pitillae
Omphale pitillae är en stekelart som beskrevs av Christer Hansson 2004. Omphale pitillae ingår i släktet Omphale och familjen finglanssteklar.
Artens utbredningsområde är Costa Rica. Inga underarter finns listade i Catalogue of Life.